# 細川俊氏

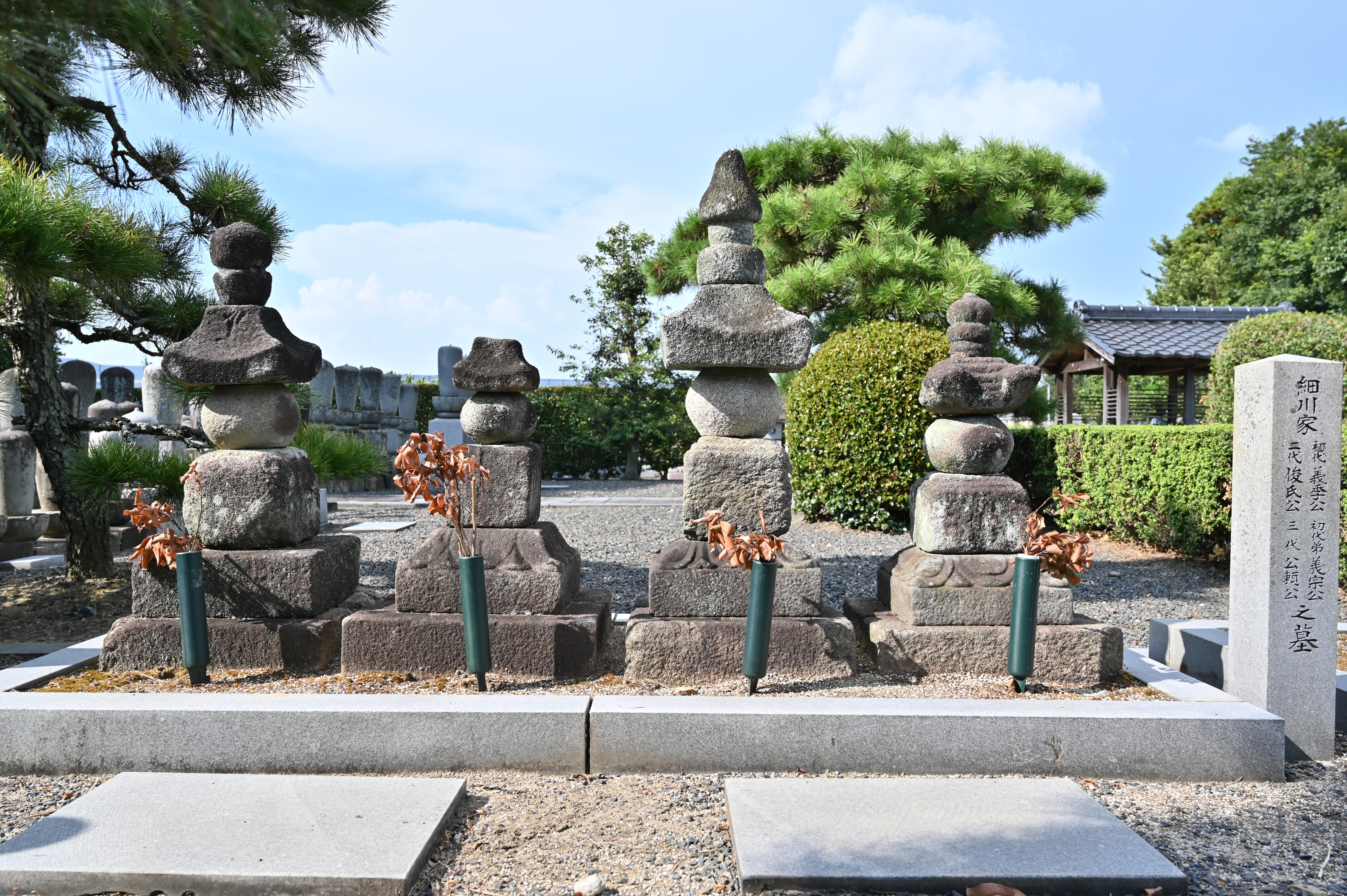
隣松寺 細川義季・俊氏・公頼及び戸崎義宗の墓

細川 俊氏（ほそかわ としうじ）は、鎌倉時代の御家人。細川義俊の子。細川氏2代当主。

## 略歴
父・義俊は早世したらしく兄弟と共に、祖父・細川義季の養子となり2代当主となる。通称、八郎。出家して頼西と号した。事績は伝わらないが、義季の本拠であった細川郷（現在の愛知県岡崎市細川町周辺）を本拠にしたらしく、同県豊田市幸町の隣松寺に、祖父義季、子の公頼と共に墓が現存する。